# مغامرات تان تان (فلم)
مغامرات تان تان فيلم ثلاثي الأبعاد بالرسوم المتحركة أنتج في الولايات المتحدة في 2011 أخرجه ستيفن سبيلبرغ مأخوذ من قصص مغامرات تان تان المصورة التي كان يؤلفها ويرسمها البلجيكي هيرجيه أواسط القرن العشرين.

## القصة
يحاول تان تان برفقة اصدقائه اكتشاف اتجاهات السفينة الغارقة بقيادة الكابتن هادوك في محاولة للبحث عن الكنز

## تمثيل
جيمي بيل بدور تان تان
أندي سركيس بدور الكابتن هادوك
دانيال كريغ بدور ريد راكهام
سايمون بيج بدور المفتش طومسون
تومي جونز بدور سيلك

## وصلات خارجية
مقالات تستعمل روابط فنية بلا صلة مع ويكي بيانات